# Castillo de San Martín

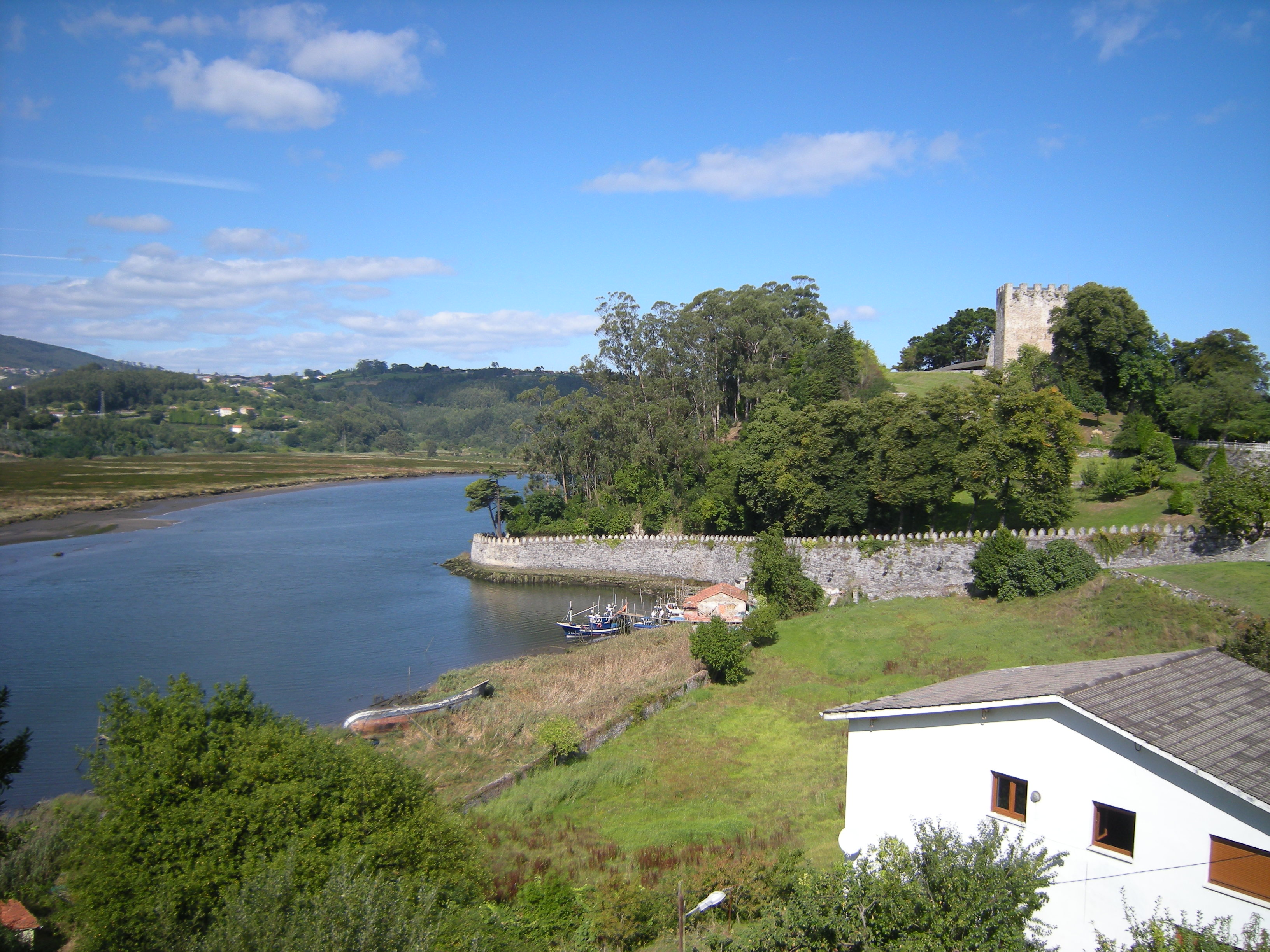
Vista del castillo

El Castillo de San Martín está situado en el concejo asturiano de Soto del Barco.

## Descripción
Este castillo está edificado o reconstruido sobre una fortaleza de la época romana, que a su vez se asienta sobre un establecimiento castreño. Este excepcional yacimiento arqueológico fue excavado en la década de 1990, aunque desafortundamente no se han publicado como debiera ser los resultados de aquellas campañas.[cita requerida]
Sí conocemos, por diversos datos aislados, que el yacimiento tiene ocupaciones de la primera y segunda Edad del Hierro, de época romana y altomedieval. Sobre estos últimos horizontes se asienta ya el castillo. Hay abundante información sobre el castillo, ya desde el siglo XI, y fue ampliamente restaurado a finales del siglo XV.
El castillo consta de una torre de planta cuadrada y tres pisos, con ceñidas saeteras, sin cubierta y rematada en 16 almenas, unidas las angulares. Todo ello aparece rodeado de una cerca que llega hasta la orilla del río Nalón, y que en otras épocas incluía diversas construcciones, como la iglesia de San Martín.
Actualmente, el castillo presenta a su alrededor edificaciones del siglo XIX, que incluye una vivienda con galería en voladizo en toda la parte superior, de madera y acristalada, balaustrada, fuente y área ajardinada.